# James Bond 007: The Duel
James Bond 007: The Duel ist ein Videospiel, das auf keinem James-Bond-Film basiert und 1993 für die Sega-Konsolen Mega Drive und Master System programmiert wurde.

## Handlung
Auf einer einsamen Insel hat der irre Wissenschaftler Dr. Gravemar damit begonnen, eine Rakete zu konstruieren, die er in Richtung London schicken will. James Bond wird dort hingeschickt und soll ihm das Handwerk legen. Bond landet auf der Luxusjacht des Irren und sprengt diese. Genauso verfährt er mit einer Anlage im Dschungel, den Labors und den Raketensilos. In jedem Level muss Bond eine Anzahl von Frauen befreien. Sind alle befreit, muss er die Bombe finden, zünden und entfliehen. Als Endgegner stehen ihm so bekannte Gegner wie der Beisser und Baron Samedi entgegen.

## Technik
Das Spiel besteht, wie viele Sega-Spiele seiner Zeit, aus vier Leveln. Bond besitzt am Anfang fünf Leben, die durch Herzen dargestellt werden. Sind alle aufgebraucht, gilt das Spiel als verloren. Als einzige Waffe verfügt 007 nur über seine Walther PPK. Die muss aber regelmäßig nachgeladen werden. Manche getöteten Gegner lassen Magazine zurück. An manchen Orten sind auch Koffer mit Granaten versteckt, die Bond als Zweitwaffe nutzen kann.

## Besonderheiten
- Die Spiel-Figur ist Timothy Dalton nachempfunden, der damals der aktuelle Bonddarsteller war.
- Das Bild der Verpackungsvorderseite war das Ankündigungsplakat von Lizenz zum Töten (1989).
- Die Handlung basierte auf den ursprünglichen Roman Moonraker von Ian Fleming, indem Schurke Hugo Drax eine V2-Rakete in Richtung London abfeuern wollte. Dies wurde im gleichnamigen Kinofilm zum Weltraumabenteuer umgeschrieben.

## Rezeption
Die Hauptfigur sei gut animiert. Die Musik sei gelungen. Das Spiel sei motivierend. Es handele sich um ein wohldurchdachtes Jump'n'Run. Es sei technisch und grafisch nicht bahnbrechend, jedoch spaßig und fordernd. An originelle Vertreter wie Sonic oder das atmosphärische Castle of Illusion käme es nicht heran. Bonuslevel, Geheimgänge und Extrawaffen fehlen. Die Steuerung sei gut, der Levelaufbau passabel, die Hintergründe langweilig. Dem Spiel fehle die Abwechslung. Typische Technikspielereien oder Charaktere wie Q und Moneypenny würden fehlen.